# Hof van Beroep voor het 6e circuit
Het Hof van Beroep voor het 6e circuit (Engels: United States Court of Appeals for the Sixth Circuit) is een Amerikaanse federale rechtbank die beroepszaken hoort afkomstig uit de 9 districten gelegen in de staten Kentucky, Michigan, Ohio en Tennessee. Circuit justice voor het zesde circuit is rechter Elena Kagan.